# Graphania arachnias
Graphania arachnias là một loài bướm đêm trong họ Noctuidae.